# Lijst van nummer 1-hits in Australië in 2001
Deze hits stonden in 2001 op nummer 1 in de ARIA Charts, de bekendste hitlijst in Australië.
| Datum        | Artiest                                  | Titel                        |
| ------------ | ---------------------------------------- | ---------------------------- |
| 7 januari    | Wheatus                                  | Teenage Dirtbag              |
| 14 januari   | Gwyneth Paltrow & Huey Lewis             | Cruisin'                     |
| 21 januari   | Gwyneth Paltrow & Huey Lewis             | Cruisin'                     |
| 28 januari   | LeAnn Rimes                              | Can't fight the moonlight    |
| 4 februari   | LeAnn Rimes                              | Can't fight the moonlight    |
| 11 februari  | LeAnn Rimes                              | Can't fight the moonlight    |
| 18 februari  | LeAnn Rimes                              | Can't fight the moonlight    |
| 25 februari  | LeAnn Rimes                              | Can't fight the moonlight    |
| 4 maart      | LeAnn Rimes                              | Can't fight the moonlight    |
| 11 maart     | Eminem & Dido                            | Stan                         |
| 18 maart     | Mýa                                      | Case of the ex               |
| 25 maart     | Mýa                                      | Case of the ex               |
| 1 april      | Shaggy & Rikrok                          | It Wasn't Me                 |
| 8 april      | Shaggy & Rikrok                          | It wasn't me                 |
| 15 april     | Shaggy & Rikrok                          | It wasn't me                 |
| 22 april     | Shaggy & Rikrok                          | It wasn't me                 |
| 29 april     | Scandal'us                               | Me, myself & I               |
| 6 mei        | Scandal'us                               | Me, myself & I               |
| 13 mei       | Scandal'us                               | Me, myself & I               |
| 20 mei       | Christina Aguilera, Mýa, Lil' Kim & P!nk | Lady Marmalade               |
| 27 mei       | Christina Aguilera, Mýa, Lil' Kim & P!nk | Lady Marmalade               |
| 3 juni       | Christina Aguilera, Mýa, Lil' Kim & P!nk | Lady Marmalade               |
| 10 juni      | Shaggy & Rayvon                          | Angel                        |
| 17 juni      | Shaggy & Rayvon                          | Angel                        |
| 24 juni      | Shaggy & Rayvon                          | Angel                        |
| 1 juli       | Shaggy & Rayvon                          | Angel                        |
| 8 juli       | Shaggy & Rayvon                          | Angel                        |
| 15 juli      | Shaggy & Rayvon                          | Angel                        |
| 22 juli      | Shaggy & Rayvon                          | Angel                        |
| 29 juli      | Shaggy & Rayvon                          | Angel                        |
| 5 augustus   | Uncle Kracker                            | Follow me                    |
| 12 augustus  | Lifehouse                                | Hanging by a Moment          |
| 19 augustus  | Lifehouse                                | Hanging by a moment          |
| 26 augustus  | Lifehouse                                | Hanging by a moment          |
| 2 september  | Lifehouse                                | Hanging by a moment          |
| 9 september  | Lifehouse                                | Hanging by a moment          |
| 16 september | Bob the Builder                          | Can we fix it?               |
| 23 september | Kylie Minogue                            | Can't get you out of my head |
| 30 september | Kylie Minogue                            | Can't get you out of my head |
| 7 oktober    | Kylie Minogue                            | Can't get you out of my head |
| 14 oktober   | Kylie Minogue                            | Can't get you out of my head |
| 21 oktober   | Afroman                                  | Because I Got High           |
| 28 oktober   | Afroman                                  | Because I got high           |
| 4 november   | Afroman                                  | Because I got high           |
| 11 november  | Alien Ant Farm                           | Smooth criminal              |
| 18 november  | Alien Ant Farm                           | Smooth criminal              |
| 25 november  | Alien Ant Farm                           | Smooth criminal              |
| 2 december   | Alien Ant Farm                           | Smooth criminal              |
| 9 december   | Alien Ant Farm                           | Smooth criminal              |
| 16 december  | Alien Ant Farm                           | Smooth criminal              |
| 23 december  | Alien Ant Farm                           | Smooth criminal              |
| 30 december  | Alien Ant Farm                           | Smooth criminal              |